# Campeonato da Cisjordânia de Futebol
O Campeonato da Cisjordânia de Futebol (em árabe: الدوري الفلسطيني الممتاز للضفة الغربية), também conhecido como Al Quds Professional League, é uma das duas principais divisões de futebol profissional entre clubes organizadas pela Associação de Futebol da Palestina. A outra é a Liga da Faixa de Gaza.

## História
Com a criação Autoridade Nacional Palestina em 1994, a Associação de Futebol da Palestina foi afiliada à Confederação Asiática de Futebol e à Federação Internacional de Futebol e recebeu a tarefa de organizar campeonatos para clubes da Cisjordânia e da Faixa de Gaza. Em razão das condições geopolíticas impostas pela ocupação israelense dos territórios palestinos que impedem o deslocamento entre clubes nas duas partes da Palestina, a Liga Palestina é disputada na prática em forma de dois campeonatos separados: o Campeonato da Cisjordânia e o Campeonato da Faixa de Gaza.
Ao longo dos anos, o formato da liga assumiu muitas formas diferentes.

## Campeões
| Temporada | Campeão                 | Vice-campeão            | Refs  |
| --------- | ----------------------- | ----------------------- | ----- |
| 2007      | Taraji Wadi Al-Nes SC   | Al-Birah                |       |
| 2008-09   | Taraji Wadi Al-Nes SC   | Markaz Shabab Al-Am'ari |       |
| 2009-10   | Jabal Al-Mukaber Club   | Hilal Al-Quds Club      |       |
| 2010-11   | Markaz Shabab Al-Am'ari | Hilal Al-Quds Club      |       |
| 2011-12   | Hilal Al-Quds Club      | Shabab Al-Khalil SC     |       |
| 2012-13   | Shabab Al-Dhahiriya SC  | Hilal Al-Quds Club      |       |
| 2013-14   | Taraji Wadi Al-Nes SC   | Shabab Al-Dhahiriya SC  | [ 2 ] |
| 2014-15   | Shabab Al-Dhahiriya SC  | Markaz Shabab Balata    | [ 3 ] |
| 2015-16   | Shabab Al-Khalil SC     | Shabab Al-Khadir SC     | [ 4 ] |
| 2016-17   | Hilal Al-Quds Club      | Nadi Thaqafi Tulkarem   | [ 5 ] |
| 2017-18   | Hilal Al-Quds Club      | Ahli Al-Khalil          | [ 6 ] |
| 2018-19   | Hilal Al-Quds Club      | Shabab Al-Khalil SC     | [ 7 ] |
| 2019-20   | Markaz Shabab Balata    | Markaz Shabab Al-Am'ari | [ 8 ] |
| 2020-21   | Shabab Al-Khalil SC     |                         |       |
| 2021-22   | Shabab Al-Khalil SC     |                         |       |